# NGC 1572
NGC 1572 (другие обозначения — ESO 303-14, MCG -7-10-3, AM 0421-404, IRAS04210-4042, PGC 14993) — спиральная галактика с перемычкой (SBa) в созвездии Резец.
Этот объект входит в число перечисленных в оригинальной редакции «Нового общего каталога».
В галактике вспыхнула сверхновая SN 2009la типа Ia, её пиковая видимая звездная величина составила 15,7.